# Élie Gesbert
Élie Gesbert (Saint-Brieuc, 1 de julio de 1995) es un ciclista francés, miembro del equipo Arkéa-B&B Hotels desde 2016. 
Destacó por su victoria en el Tour del Porvenir tras una larga escapada en solitario.

## Palmarés
2015
- 1 etapa del Tour del Porvenir

2016
- 1 etapa de la Ronde d'Isard

2017
- 1 etapa del Tour de Bretaña
- 1 etapa del Tour de Limousin

2021
- 1 etapa de la Vuelta al Algarve

## Resultados en Grandes Vueltas
Durante su carrera deportiva ha conseguido los siguientes puestos en las Grandes Vueltas. 
| Carrera | Carrera         | 2016 | 2017 | 2018 | 2019 | 2020 | 2021 | 2022 | 2023 | 2024 |
| ------- | --------------- | ---- | ---- | ---- | ---- | ---- | ---- | ---- | ---- | ---- |
|         | Giro de Italia  | —    | —    | —    | —    | —    | —    | —    | —    | ―    |
|         | Tour de Francia | —    | 85.º | 86.º | 78.º | —    | 61.º | —    | —    | ―    |
|         | Vuelta a España | —    | —    | —    | —    | —    | —    | 42.º | 73.º | Ab.  |

—: no participa

Ab.: abandono